# Ampulex ceylonica
Ampulex ceylonica là một loài côn trùng cánh màng trong họ Ampulicidae, thuộc chi Ampulex. Loài này được Krombein miêu tả khoa học đầu tiên năm 1979.